# Posadowa
Posadowa – dawna wieś, od 2009 niestandaryzowana część wsi Bartkowa-Posadowa, w Polsce, położona w województwie małopolskim, w powiecie nowosądeckim, w gminie Gródek nad Dunajcem. Stanowi północną część wsi.
W 1595 roku Posadowa była położona w powiecie sądeckim województwa krakowskiego i stanowiła własność wojewody kijowskiego Konstantego Wasyla Ostrogskiego.
Pod okupacją austriacką Posadowa stanowiła obszar dworski. W 1900 roku obejmował on 307 ha, zamieszkałych przez 18 osób. Obszar dworski zniesiono w 1919 roku i włączono do gminy jednostkowej Bartkowa, następnie nazywanej Bartkowa-Posadowa. W 1934 z gminy tej powstała gromada Bartkowa-Posadowa w nowo utworzonej zbiorowej gminie Kobyle-Gródek.
W latach 1975–1998 miejscowość położona była w województwie nowosądeckim.
Z dniem 1 stycznia 2009 dotychczasowe nazwy dwóch wsi Bartkowa i Posadowa zamieniono na Bartkowa-Posadowa oraz utworzono wieś o tej nazwie.